# わたしのまちは
「わたしのまちは」は、サーカスの楽曲。作詞・河島渉、作曲・円広志、編曲・森俊之。
熊本県八代市の市民愛唱歌とされている。

## 解説
八代市では1940年（昭和15年）の市制施行と同時に「八代市歌」および「大八代行進曲」が制定されていたが、市制施行が皇紀二千六百年の当年であったことを反映する大時代的な歌詞が戦後に問題視されたため、公的に演奏されなくなった。その後、1970年（昭和45年）には市制30周年を記念して2代目の市章と合わせて市民歌「陽は昇る」（作詞：耕治人、作曲：平井康三郎）が制定され、市民の間で30年余りにわたって歌い継がれて来た。
「わたしのまちは」は1990年（平成2年）の市制50周年に当たり作成された楽曲で、正規の市民歌「陽は昇る」に対する市民愛唱歌として位置付けられた。創唱者はコーラスグループのサーカスで、当時所属していたファンハウス（のちアリオラジャパン）がカセットテープ（規格品番：FXC-5015）を製造している。

### 平成の大合併以降
八代市は平成の大合併において、八代郡の2町3村と新設合併し、2005年（平成17年）8月1日を以て（新）八代市が発足した。八代地域市町村合併協議会に参加していた他の町村はいずれも町村歌を制定しておらず、音頭や新民謡の作成のみに留まっていたが協議においては「新市の歌については、新市において定める。ただし、現在の市歌及び市町村音頭等については、愛唱歌として伝承していくものとする」として、合併後も各市町村が作成した楽曲を「地域の歌」として存続させることが取り決められた。
この合意に伴い（旧）八代市が制定していた「陽は昇る」と「わたしのまちは」の2曲は合併後も引き継がれることになったが、合併後の市では旧市が愛唱歌として選定した「わたしのまちは」を統一的な市民歌として位置付ける方針を示し、市内の防災無線で時報として曲を流すようになった。また、毎年夏に開かれるやつしろ全国花火競技大会ではフィナーレに演奏されている。